# Chris Baumann
Chris Baumann (nacido en Steamboat Springs, Colorado el 18 de mayo de 1987) es un jugador de rugby estadounidense que juega para la selección nacional en la posición de pilier.
Seleccionado para jugar con Estados Unidos en la Copa Mundial de Rugby de 2015, puntuó en el primer partido, contra Samoa, gracias a un ensayo en el minuto 73, lo que no evitó la derrota de su equipo 25-16.